# ویتگندورف
ویتگندورف (به آلمانی: Wittgendorf) یک منطقهٔ مسکونی در آلمان است که در شناودرتال واقع شده‌است. ویتگندورف ۶۸۶ نفر جمعیت دارد.